# Jörgen Hellman
Sven Jörgen Hellman, född 4 augusti 1963 i Hjärtums församling i Älvsborgs län, är en svensk tidigare politiker (socialdemokrat). Han var ordinarie riksdagsledamot mellan 2006 och juni 2022, invald för Västra Götalands läns norra valkrets.

## Biografi
Jörgen Hellman började med lokalpolitiken 1982 och har tidigare varit kommunalråd i 11 år i Lilla Edets kommun åren 1991–2002.
Hellman var ordförande i skatteutskottet från 2018 och ledamot av det parlamentariska rådet för Riksrevisionen sedan 2014. Han var även ledamot i krigsdelegationen och revisor för Systembolaget.
Hellman avgick från samtliga politiska uppdrag i juni 2022 efter att Uppdrag granskning visat att han fått 700 000 kronor i ersättning eftersom han uppgett att han bodde mer än fem mil från riksdagen. Adressen som Hellman var skriven på var en stuga som inte hade standard för permanentboende, vilket krävs för ersättning. En timme efter Uppdrag gransknings besök bytte han folkbokföringsadress.